# Fictumové
Fictumové (též Vitzthumové) byli šlechtický rod původem z Durynska. Jméno odvozovali od latinského vicedomus, neboť zastávali úřady dvorních maršálků ve službách u saských knížat.

## Historie

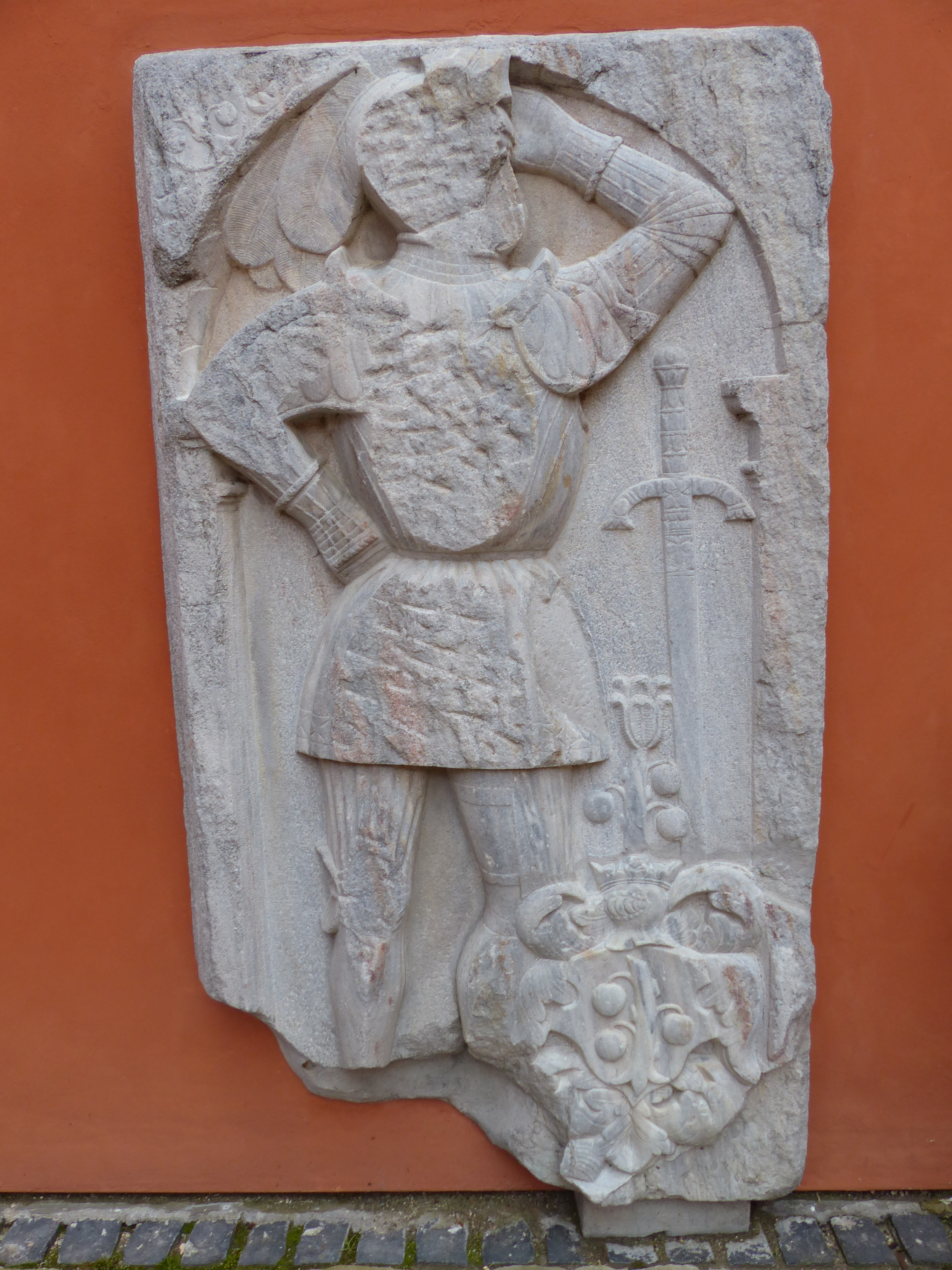
Náhrobek příslušníka rodu Fictumů, umístěný na nádvoří zámku v Klášterci

V polovině 15. století se Fictumové dostali na české území. Jako první přišel roku 1451 Opl z Fictumu, který prchal před nepřízní saského knížete Viléma, na kterého měl před usmířením knížete s jeho bratrem Fridrichem velký vliv. V Čechách vstoupil do služeb Jiřího z Poděbrad jako jeho rádce. Významnou úlohu hrál rod i za krále Vladislava Jagellonského, kdy byl Kryštof z Fictumu dvorským maršálkem.
Roku 1453 Opl z Fictumu zakoupil hrad Nový Šumburk a odkázal ho svým čtyřem synům. K rodovému majetku však patřilo mnoho dalších panství, např. Radonice Pětipsy, Vintířov, Libouš, Egerberk, Perštejn, Klášterec nad Ohří nebo Měděnec a ke konci šestnáctého století i Teplice a Střekov. Jména bratrů Bernarda a Ditricha z Fictumu jsou spojena se založením františkánského kláštera v Kadani.
Kryštof z Fictumu vlastnil v Krušných horách velký majetek a nechal postavit zámek v Klášterci nad Ohří. V předvečer stavovského povstání se stal jedním z jeho direktorů. Spolu s dalšími autory napsal druhou Apologii českých stavů odbojných, ve které zdůvodňovali nezadatelné právo stavů na volbu krále a odmítli Ferdinanda II. Za svou účast na povstání byl králem posmrtně odsouzen ke ztrátě cti a majetku, přestože se vzdal funkcí a roku 1620 zemřel.
Markéta Razická z Fictumu se roku 1604 provdala za Thyga Thycosena Brahe (1581–1627), třetího (ale nejstaršího přeživšího) syna Tychona de Brahe, absolventa univerzity ve Wittenbergu a v Padově. Bydleli v Českých Zlatníkách. Z jejich manželství se narodili dva potomci: syn Otte Thygesen (1618–1671) a dcera Christina Barbara.

## Erb
Erb české větve má černou ostrev nebo kmen ve zlatém poli, na kterém rostou tři plody, pravděpodobně jablka.

## Příbuzenstvo
Příbuzensky se spojili s Pluhy z Rabštejna, Lobkovici, Smiřickými, Štampachy a dalšími rody.